# 小行星1395
小行星1395（1395 Aribeda）是一颗绕太阳运转的小行星，为主小行星带小行星。该小行星于1936年7月16日发现。
該小行星以天文學計算研究所的簡稱命名。

## 轨道参数
小行星1395的轨道半长轴为3.2047891 UA，离心率为0.053。